# Friuli Isonzo Rosato
Il Friuli Isonzo rosato è un vino DOC la cui produzione è consentita nella provincia di Gorizia.

## Caratteristiche organolettiche
- colore: rosato tendente al cerasuolo tenue
- odore: leggermente vinoso, gradevole caratteristico
- sapore: asciutto o amabile, pieno, fresco, tranquillo

## Produzione
Provincia, stagione, volume in ettolitri
- nessun dato disponibile